# 宇治川太閤堤跡

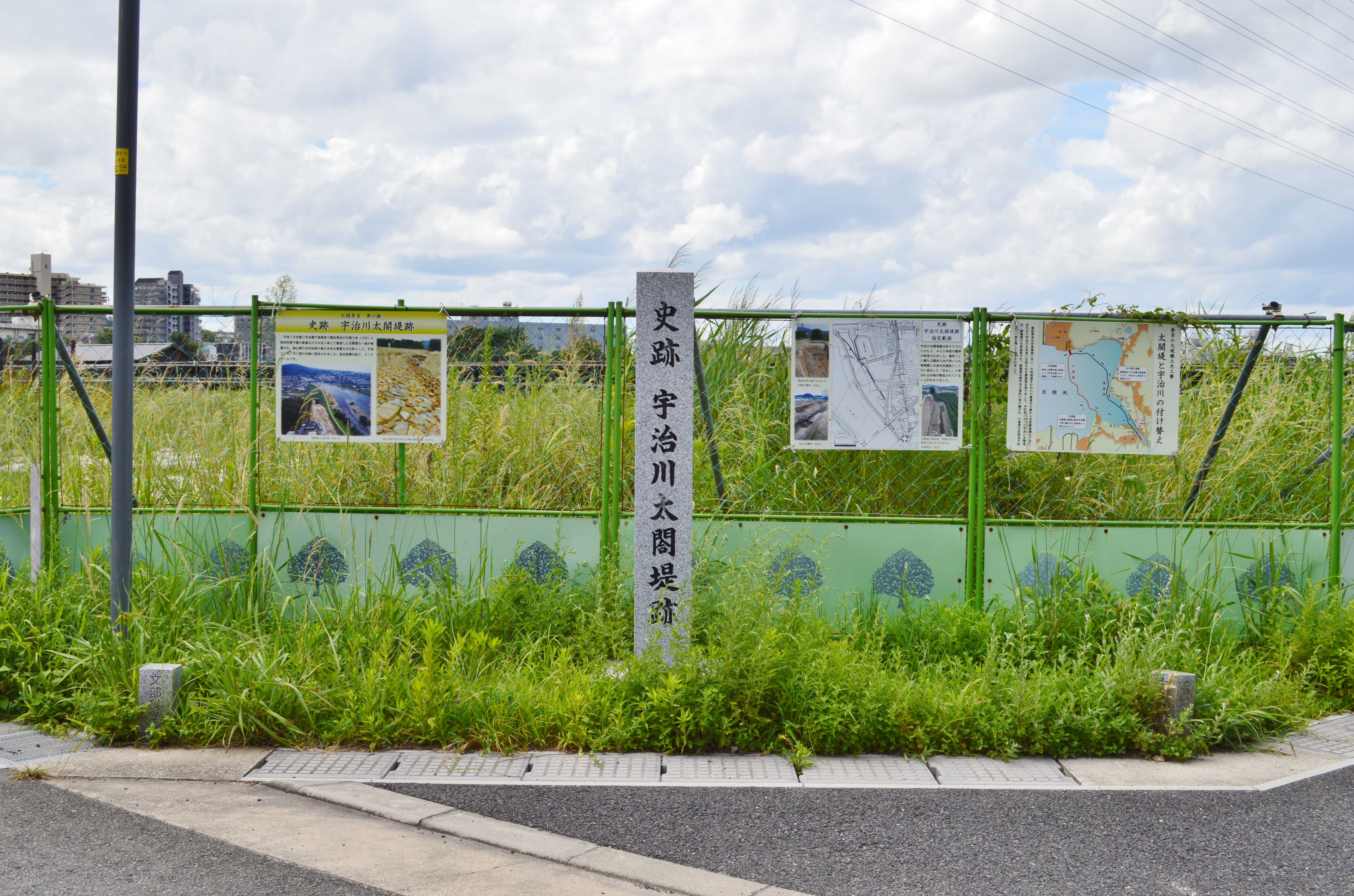
宇治川太閤堤跡

宇治川太閤堤跡（うじがわたいこうつつみあと）は、京都府宇治市莵道丸山（とどうまるやま）・宇治乙方（うじおちかた）ほかにある近世土木遺構。宇治川の右岸、宇治橋下流、現在の京阪宇治駅付近から北へ400メートルほどの長さにわたって発掘された護岸遺構で、秀吉時代の堤防（太閤堤）工事関連遺構と考えられている。遺構や文献などから従来太閤堤はこの付近では左岸側（槇島側）のみに施工されたと考えられていたが、この右岸護岸跡の発見は従来の通説を覆す画期的なものとして注目された。秀吉時代の土木技術を伝え、近世初期の治水・交通にかかわる遺跡として価値が高いとして、2009年7月23日に国の史跡に指定され、2016年10月3日に追加指定が行われた。
一方、当該遺構発見以前は、豊臣秀吉による巨椋池・宇治川の河川工事に関する遺構として築堤（堤防）のみが判明しており、それが「太閤堤」と呼び習わされてきた。そのため、史跡指定区域単独で見れば自然地形を利用した護岸・水制遺構である本件遺構に「堤」の名称を用いることにより生じる誤解への懸念や、そもそも本件遺構が秀吉の指示により整備されたものであるかどうかの疑問も示されている。（→#論点）

## 豊臣秀吉の河川工事
豊臣秀吉は、文禄3年（1594年）の伏見城築城を機に、同城の南方を流れる宇治川の流路変更をともなう大規模な築堤工事を諸大名に命じて実施した。この工事で造られた堤防群を総称して「太閤堤」という。「太閤堤」という語は、幕末の1863年の『宇治川両岸一覧』という史料にすでに用例がある。
宇治川は琵琶湖から流出する唯一の河川で、上流の滋賀県側では瀬田川と呼ばれる。近世以前の宇治川は、宇治橋より下流ではいくつもの流れに分かれ、広大な遊水池・巨椋池（おぐらいけ）に流入していた。（巨椋池とは、かつて京都府南部、現在の宇治市・京都市伏見区・久御山町の境界付近に存在した大池で、20世紀前半に干拓されて農地に変わった。）秀吉は、築堤によって宇治川の流路を東寄りに一本化し、川が宇治橋から北流して伏見へ向かって流れるようにするとともに、宇治川と巨椋池の分離を図った。秀吉はこうした工事によって、大坂・伏見間の舟運交通を整備した。また、堤の上部は道路としても使われたので、築堤は陸上交通の整備にもつながった。
秀吉によって整備された堤の主要なものとしては、槙島堤、小倉堤、淀堤などがある。槙島堤は宇治から北方の向島（むかいじま）に至るもので、現宇治川の左岸にあたる。小倉堤は宇治の西方の小倉から巨椋池の中を通って向島・豊後橋に至るもので、堤上が大和街道となった。淀堤は伏見から納所（のうそ）へ至るもので、宇治川下流の右岸にあたる。「宇治川太閤堤跡」は、槇島堤の南端付近の対岸に発見された護岸・水制遺構である。

## 遺構

### 概観
宇治市内の宇治川東岸には、乙方（おちかた）遺跡という、弥生時代から古墳時代にかけての埋蔵文化財包蔵地がある。2007年、区画整理事業にともなってこの包蔵地を発掘したところ、石敷遺構が検出され、これが秀吉時代の宇治川護岸跡であると判断された。護岸は、当初250メートルほどが検出され、その後の調査で、石出し・杭出しなどの水制遺構も発見され、遺跡は京阪宇治駅付近から菟道稚郎子墓付近まで約400メートルにわたって残存することが明らかになった。太閤堤は、その後の流路変更や新しい堤防の建設によって失われたものが多いが、この右岸の護岸は、砂州に埋もれていたため地中に保存されたものである。「太閤堤」跡と称するものの、この右岸遺跡は後述するように「護岸跡」であって、実態としての「堤防」の形は認められないが、宇治市では、1979年（昭和54年）の調査において宇治川左岸堤防の断面から検出された当初の秀吉による槇島堤に同種の石材を用いた同様の石積み護岸がみられ、左岸の槇島堤によって流れが変わり右岸にも悪影響を及ぼすところからこの護岸が槇島堤と関連して施工されたと考え、太閤堤に関連する遺構として「宇治川太閤堤跡」と命名したものである。
2007年の調査で確認された、宇治川右岸の護岸跡は、河岸段丘と茶畑の境に沿って築かれていた。太閤堤（槇島堤）の築造によって水流が変化し、河岸に砂州の形成が促され、砂州はやがて茶畑となったものである。発掘調査により、護岸跡の近くに庭園遺構が検出された。この庭園の井戸遺構から出土した瓦の年代が17世紀末から18世紀初めのものであることから、その時代にはすでに護岸の埋没が進行し、18世紀末には全面的に埋没していたものと推定している。　

### 護岸遺構
「宇治川太閤堤跡」は、護岸遺構と水制遺構からなる。水制遺構とは、水流の勢いを制御するための工作物である。従来、太閤堤に「水防・治水」の要素を見出すことは困難で、水運を含めて伏見城を中心とした交通網の整備がその主目的であったと考えられていただけに、この水制遺構は太閤堤の別の目的を示すものとして歴史学の面からの検討も必要であるとの指摘がある。発掘担当者は、「築造年代については、出土遺物が少なく現状では正確に判定できませんが」としつつも、「宇治川右岸に護岸が必要になる契機は、1594年から築堤が始まった槇島堤の造成に求められること」などから槇島堤関連遺構すなわち「太閤堤跡」との判断をした。
石積み護岸は、遺跡の北寄りにみられるもので、護岸法面の下部（水面寄り）を石積み、上部を石貼りとする。石積み部分は、「止め杭」と呼ばれる杭列を作り、その内側に拳大から人頭大の割石を充填する。石貼り部分は、護岸頂部に板状の割石を敷くものである。護岸の幅は4.7から6メートル、高さは2.2メートル、頂部の平坦面は幅2メートルを測る。法面の傾斜は平均30度である。石張りは粘板岩を材としており発掘報告書は宇治川上流部天ヶ瀬ダム付近での採取を推定している。同種の石材は、対岸（左岸）堤防の断面から検出された当初の秀吉による槇島堤にもある同様の石積み護岸にも用いられる。
杭止め護岸は「宇治川太閤堤跡」の南寄りにみられるもので、径8センチほどの「かせ木」と呼ばれる杭を15センチほどの間隔で密に立て込み、その内側を拳大から40センチ大の割石で充填する。水面側は径16センチほどの支え杭で支える。前述の石積み護岸と異なって、垂直に構築され、法面を造っていない。現場の地質等の違いによって、以上2つの工法のいずれかを選択したとみられる。なお、現在のところ、これら杭の樹種は確定されていない。また「杭」という性格から伐採年が施工の時期をほぼ示すと考えられるが、年輪年代法その他の手法による年代確認はされていない。

### 水制遺構
水制遺構は、水流の勢いを弱めて護岸を保護するためのもので、「石出し」と「杭出し」の2種類があり、史跡指定範囲では石出しが4か所、杭出しが1か所確認されている。　
石出しは、平面台形の工作物である。側面に石垣を築き、内部を割石で充填し、頂部に板石を張ったもので、4か所のうち「石出し1」の規模は幅が9メートル、岸からの出が8.5メートル、高さ1メートルである。
杭出しは、径15センチほどの杭を3列に並べ、間に割石を充填したものである。岸から下流方向へ向かって、斜めに長く張り出しており、幅2メートル、長さは20メートルに及んだとみられる。

## 論点

### 「堤」であるか
「堤」といえば、土を盛って築いた土塁など地盤から高さのある人工構造物を指すのが一般的であるが、本件遺構は史跡指定区域単独で見れば河岸段丘などの自然地形を利用した護岸・水制遺構であり、宇治市の調査でも右岸側に堤防（盛土）の痕跡は発見されていない。宇治市は太閤堤の一つとされる左岸の槇島堤との関連（一体的整備）により、本件遺構を「太閤堤跡」としているが、「堤」の名称を用いることについては、あたかも本件遺構が堤防（盛土）の跡であるという誤解が生じることもあり、「堤跡」を名乗ることの不適切さが指摘される。

### 秀吉による築造であるか
また一方で、本件遺構が秀吉の指示による河川整備の遺構であるかどうかという観点で「太閤堤としていいか」という疑義がある。これは、築造時期が文禄3年（1594年）であるかどうかと同義であるといえる。
宇治市は、遺跡の造営年代を示す遺物については、遺構の性格からほとんど出土がない状況であったものの、以下の点から豊臣秀吉が文禄3年（1594年）に造営したいわゆる「太閤堤」の一部であることが、かなり高い確度で判断可能とする。
1. 使用されている膨大な石材は基本的に宇治川上流の渓谷域に露出する頁岩の一種で、大規模土木工事における寡占的資材調達のあり方を良く示している。
2. 宇治川左岸の現堤防に重複して遺存する太閤堤の使用石材も、過去の調査例から当初の堤防は基本的に同質頁岩のみの使用であることが理解され類似状況にある。
3. 発掘調査の結果、出土土器から17世紀後半から18世紀前半期には石出しの一部は崩落し、護岸も大半が河川堆積で埋没し機能を終えている。
4. 石出しが文禄・慶長期ころの様式を留める布積[注釈 4]で積まれている。

これに対し、護岸の石材が弱変成した粘板岩であり、弱変成した粘板岩については宇治川流路に露頭があるものの当時採取できる環境があったかが明確でなく宇治川上流とは特定できないとし、また石材を多く用いる大規模な土木工事は秀吉以外にも多く行われており、大規模な石材供給システムは秀吉でなければ持ちあわせていないという論は失当とする指摘がある。
また、槇島堤築堤以降17世紀初半にも、1601年（慶長6年）の宇治橋の再架橋を指示したとされる徳川家康、1611年（慶長16年）に幕府から山城諸河川の堤防修築を命じられた当時の京都所司代であった板倉勝重 など、秀吉以降の為政者による施工の可能性が示唆される。宇治市は、「このような工事が行われていたのであれば、何かの記事に記載があるに違いない。しかしそれが見られない」とするが、『宇治市史６』所収の『宇治郷明細帳写』には「石刎　五ヶ所有来り、内三ヶ所、寛保弐年（1742）伏見奉行様願い奉る内、三年亥九月十四日ニ出来」とこの遺構に合致する記事が見られるとの指摘がある。また宇治市所蔵の『宇治郷総絵図』（十八世紀前半作成とされる）には右岸に石出し様の突起が二本、川に突き出している様子が描かれる。

### 文化庁による指定理由
国史跡に指定された宇治川太閤堤跡だが、文化庁が公表した指定理由は、宇治市の主張と微妙に食い違う。
まず、文化庁は、太閤堤について「豊臣秀吉は、伏見城築城を契機として、宇治川、淀川等の付替えなど大規模な治水工事を行った」と記す。しかし宇治川を「付替えた」との記述は宇治市側資料には見えず、「分流していた宇治川の流れを、堤を築き、北流して伏見城の眼下に至る一本の流れにまとめるとともに…」と記す。事実、付替えに伴うはずの流路開削は行われていない。文化庁「大規模な治水工事を行った」の部分も、宇治市は「宇治川の水流はすべて伏見に集まることになり、伏見の津としての機能を向上させた。そして宇治を通過していた大和街道を小倉・伏見間に移し、宇治橋を破却した。つまり、水陸両方の交通機能を、伏見に集中させたのである」と記し、「治水」の文言は見えない。この宇治市の見解は従来から広く研究者に共有されているものである。宇治川から遊水池の巨椋池を奪った槇島堤築造は、「治水」とは真逆の事業とすべきで、事実、江戸時代以降、槇島堤の破堤や宇治川からのバックウォーター（逆流）による山科川沿岸の浸水が度々起きている。
また、文化庁は「右岸側堤防を守るための護岸・水制工事」と理解しているが、宇治市は「（左岸の）槇島堤の右岸施設」と説明するように、「左岸側に堤を設けたために右岸側に悪影響を与える可能性がありそれに備えて護岸・水制工事をした」と判断している。宇治市の慎重な調査でも右岸側に堤防の痕跡は発見されていない。文化庁がネット上に掲載する「国指定文化財等データベース」でも「宇治川太閤堤跡は、宇治川の右岸に、豊臣秀吉によって築造された堤跡である」とし、あくまで「護岸・水制跡」とする宇治市とずれを見せる。さらに、文化庁は発掘された石垣について「城郭の石垣を思わすような偉容を呈する」と書くが、宇治市の報告にそのような所見は見当たらずただ「石積みに、文禄・慶長によく用いられた布積みの技術を伝え…」とのみ書く。写真などに確認される石垣は城の石垣に比べてはるかに小規模で石も小さく、「偉容」にはほど遠い。文化庁の記述は、現場を見たことのない者による、軽率なものと判断される。
以上、文化庁による史跡指定は宇治市の調査報告に対する多くの誤解に基づいたものであり、この遺跡の正しい評価が出来ぬまま行ったものということになる。さらにその誤りを発信し続けていることで、この遺跡に関心を示す人々を真実から遠ざける結果となっている。指定に携わった文化庁文化審議会文化財分科会には「専門調査会」が付設されているが、指定当時この調査会は一体どのような調査を行ったのか。文化庁による指定の信頼性をも揺るがせている。